# Forcipomyia fuscimana
Forcipomyia fuscimana är en tvåvingeart som först beskrevs av Jean-Jacques Kieffer 1921.  Forcipomyia fuscimana ingår i släktet Forcipomyia och familjen svidknott. Inga underarter finns listade i Catalogue of Life.